# ミゲル・アンヘル・ガリード
シフ（Cifu）ことミゲル・アンヘル・ガリード・シフエンテス（Miguel Ángel Garrido Cifuentes、1990年10月5日 - ）は、スペイン・スハール出身のサッカー選手。クランタンFC所属。ポジションはディフェンダー。

## クラブ経歴
アンダルシア州のスーハルに生まれ、2011-12シーズンにレンタル先のオリウエラCFにてプロデビュー。復帰後はエルチェCFのCチーム、リザーブチームを経て2015-16シーズンにトップチーム昇格を果たした。
2016年1月26日、マラガCFに期限付き移籍をした。期限付き期間中はいっさい公式戦に出場できなかったが、シーズン終了後に完全移籍が決まり、3年契約を交わした。
2020年9月22日、古巣エルチェCFに移籍した。
2021年7月20日、UDイビサにフリーで移籍し、1年契約を結んだ。